# Будинок фабриканта Н. Рабиновича
Будинок фабриканта Рабиновича — історична будівля кінця XIX століття у місті Кременчуці, що розташована на вулиці Софіївській 73. Зараз у ньому розташовується центр стандартизації, метрології та сертифікації.

## Історія
У 1887 році у кварталі між Кривогрязною (нині Троїцька), Міщанською (Софіївська), Приютською (Горького) і Бульварною (Богаєвського) вулицями «Товариство Ф. Сандомирський і Н. Рабинович» побудувало тютюново-махоркову фабрику. 
У 1906 році товариство розпалося і Нохім Іцкович Рабинович заснував на його місці власне тютюнове підприємство «Самокат» («Самокатъ»), зі своїми складами і корпусами. Центром підприємства був будинок його власника. Нохім Рабинович був також старостою юдейського молитовного будинку «Бейс-Яків», що розташовувався у будинку його компаньйона Фріделя Сандомирського на тій же вулиці.
Після революції 1917 року тут працювала їдальня № 1 для співробітників НКВС та військових курсантів.
Під час нацистської окупації 1941-1943 рр. на території фабрики базувалася німецька автоколона. У післявоєнний час у будинку Рабиновича до кінця 1950-х ще діяла їдальня. Через який час тут розташувалася організація під назвою «Котлонагляд». Станом на 2019 рік, у ньому розташовується Полтавський регіональний науково-технічний центр стандартизації, метрології та сертифікації.
Будівлю взято під охорону державою як пам'ятку архітектури.